# Darbouxova věta
Darbouxova věta je tvrzení z reálné analýzy, pojmenované podle Jeana Gastona Darbouxe.

## Darbouxova věta
Nechť funkce {\displaystyle f(x)} je spojitá na kompaktním (tj. omezeném a uzavřeném) intervalu {\displaystyle [a,b]}. Označíme-li {\displaystyle M=\max\{f(x)|x\in [a,b]\}} a {\displaystyle m=\min\{f(x)|x\in [a,b]\}}, pak {\displaystyle f([a,b])=[m,M]}, tj. ke každému {\displaystyle y_{0}\in [m,M]} existuje {\displaystyle x_{0}\in [a,b]} tak, že {\displaystyle f(x_{0})=y_{0}}.

## Terminologická poznámka
Poznamenejme, že v anglické a francouzské matematické literatuře se pod pojmem Darbouxova věta rozumí většinou věta říkající, že derivace diferencovatelné funkce na otevřeném intervalu má tzv. vlastnost nabývání mezihodnot. V části ruské matematické literatury se pod pojmem Darbouxova věta rozumí věta uvedená v předchozím odstavci.